# ريتشارد براي
ريتشارد براي (بالإنجليزية: Richard Bray)‏ هو سياسي أمريكي، ولد في 1 مارس 1934. حزبياً، نشط في الحزب الجمهوري.